# Phragmataecia parvipuncta
Phragmataecia parvipuncta es una especie de polilla de la familia Cossidae. Se encuentra en India, Sri Lanka y Vietnam.